# Мамытбеков, Едил Куламкадырович
Едил Куламкадырович Мамытбеков (каз. Еділ Құламқадырұлы Мамытбеков; род. 26 октября 1964, Джамбул, Казахская ССР, СССР) — казахстанский государственный деятель, депутат сената парламента Казахстана (с 2017 года).

## Биография
Окончил Ленинградский государственный университет им. А. А. Жданова в 1987 году (факультет прикладной математики — процессов управления). Продолжил обучение в аспирантуре, в 1990 году получил учёную степень кандидат физико-математических наук, защитив диссертацию на тему «Метод определения возмущений в координатах при движении в гравитационных полях». Доцент, член-корреспондент Академии естественных наук Республики Казахстан.
1991—1996 гг. — работа на преподавательской и административной должностях в Казахском государственном университете им. аль-Фараби.
1996—1998 гг. — ответственный работник аппарата правительства, канцелярии премьер-министра.
1998 — 29 марта 2007 г. — главный эксперт организационно-контрольного отдела, главный эксперт, заведующий сектором, заместитель заведующего отделом социально-экономического анализа, главный инспектор управления экономической политики администрации президента Казахстана.
29 марта 2007 — 14 февраля 2008 г. — заведующий отделом социально-экономического анализа администрации президента Республики Казахстан.
6 марта 2008 — сентябрь 2009 г. — вице-министр индустрии и торговли Республики Казахстан. В этот период также был представителем от правительства Республики Казахстан в правлении агентства Республики Казахстан по защите конкуренции (17 апреля — сентябрь 2009 года), членом совета директоров АО "Национальная компания «СПК „Онтустік“», АО "Национальная компания «СПК „Батыс“», АО «Национальная компания „Kazakhstan Engineering“» (2008—2009), членом совета директоров АО «Национальный холдинг „КазАгро“» (2009).
Октябрь 2009 — ноябрь 2014 г. — заместитель ответственного секретаря Комиссии Таможенного союза при ЕврАзЭС.
11 ноября 2014 — июля 2015 г. — руководитель аппарата акима города Астаны.
Июль 2015 — июнь 2017 г. — заместитель председателя филиала партии «Нур Отан» города Астаны.
С 29 июня 2017 года — депутат сената парламента Казахстана от города Астаны (с 2019 года — города Нур-Султана).

## Награды
- Почётная грамота Совета МПА СНГ (18 апреля 2019 года, Межпарламентская ассамблея СНГ) — за активное участие в деятельности Межпарламентской Ассамблеи и её органов, вклад в укрепление дружбы между народами государств — участников Содружества Независимых Государств[3]